# Wardenburg
Wardenburg là một đô thị của huyện Oldenburg, bang Niedersachsen, Đức. Đô thị này có diện tích 118,66 km². Đô thị này tọa lạc bên sông Hunte, cự ly khoảng 8 km về phía nam của Oldenburg.